# Buzz (luchtvaartmaatschappij)
Buzz was een lage-kostenluchtvaartmaatschappij. De basis was luchthaven Londen Stansted. Het bedrijf werd opgericht in 1999 door KLM om te concurreren met andere lage-kostenluchtvaartmaatschappijen zoals easyJet en viel onder KLM UK.

## Geschiedenis
De eerste vlucht vertrok op 4 januari 2000. Op 31 januari 2003 maakte KLM bekend alle aandelen aan Ryanair te verkopen. Een jaar later werden de BAe 146-toestellen teruggestuurd naar KLM, de Boeing 737's bleven wel op de overgebleven routes vliegen. In september 2004 besloot de Ierse maatschappij de stekker uit Buzz te trekken en op 31 oktober vertrok de laatste vlucht. De Boeing 737-800's werden door Ryanair overgenomen, de overige toestellen gingen terug naar de ILFC. De meeste lijndiensten werden uiteindelijk overgenomen of aangepast.